# Gmina Łąck
Die Gmina Łąck ist eine Landgemeinde im Powiat Płocki der Woiwodschaft Masowien in Polen. Sie hat etwa 5350 Einwohner. Ihr Sitz ist das gleichnamige Dorf mit etwa 1800 Einwohnern.

## Geographie

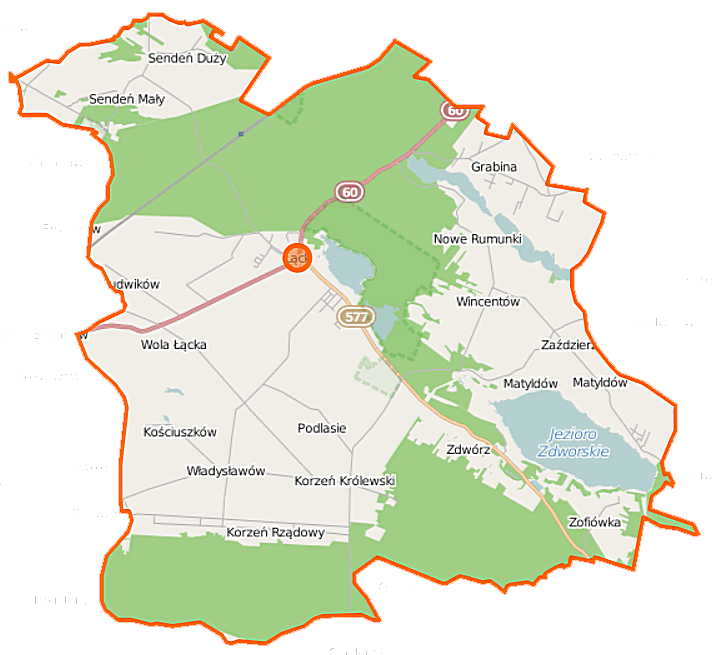
Karte der Landgemeinde

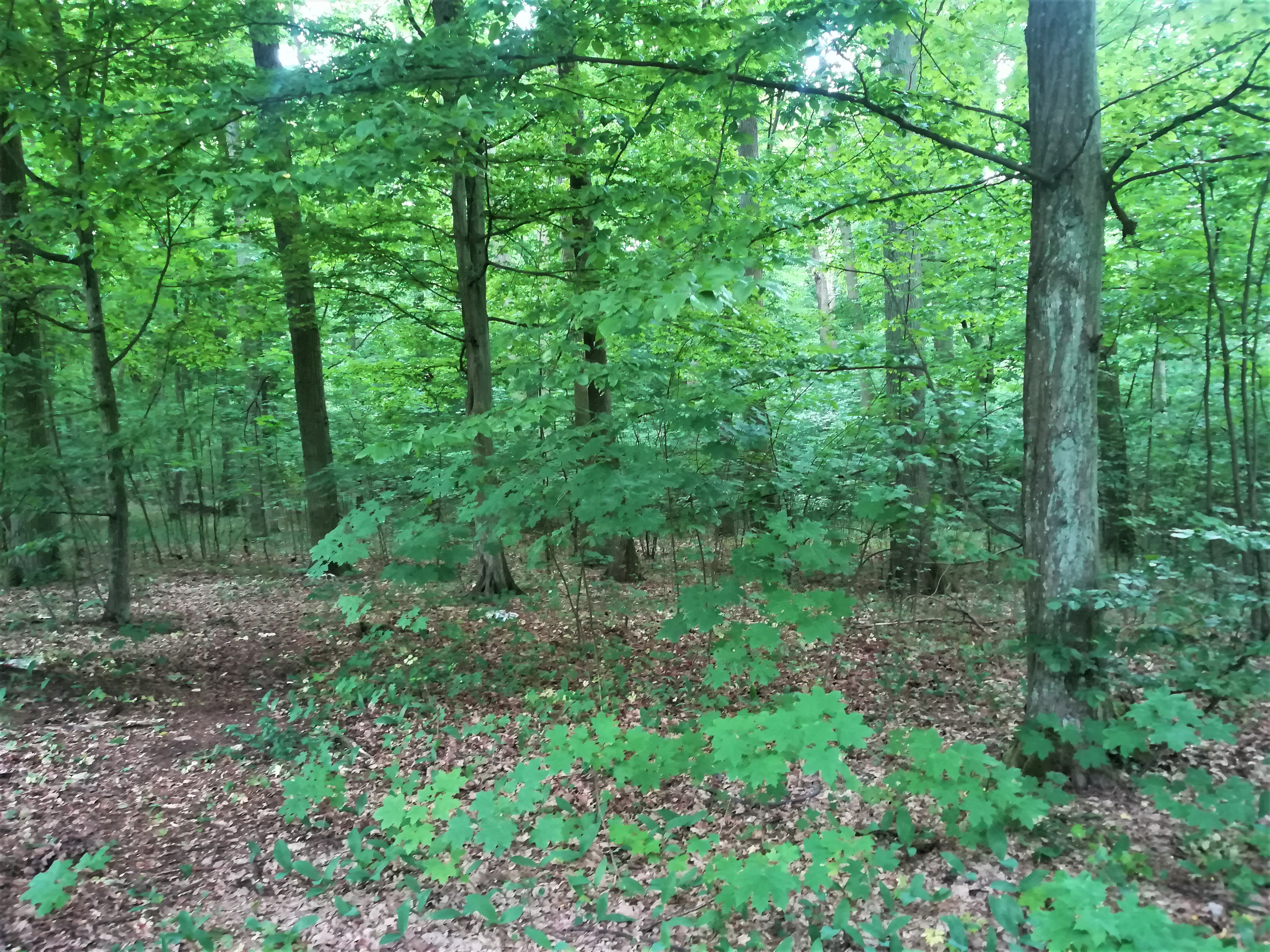
Im Naturschutzgebiet Korzeń

Die Landgemeinde liegt im Nordwesten der Woiwodschaft. Nachbargemeinden sind die kreisfreie Stadt Płock im Nordosten, im Powiat Płocki Nowy Duninów im Norden und Gąbin im Osten sowie im Powiat Gostyniński Szczawin Kościelny im Süden und Gostynin im Westen.
Zu den Gewässern gehören der Zdworskie-See im Südosten der Gemeinde und eine Reihe kleinerer eiszeitlich geprägter Seen. Die Weichsel verläuft fünf Kilometer östlich. Die Gemeinde hat eine Fläche von 93,7 km², von der 45 Prozent land- und 40 Prozent forstwirtschaftlich genutzt werden. Ihr Gebiet ist mit ca. 57 Einwohnern/km² dünn besiedelt. Auf Gemeindegebiet sind mehrere Naturschutzgebiete (polnisch rezerwat przyrody) ausgewiesen.

## Geschichte
Das heutige Gemeindegebiet gehörte beendet durch die deutsche Besatzungszeit im Zweiten Weltkrieg von 1919 bis 1939 zur Woiwodschaft Warschau. Die Woiwodschaft Warschau wurde mit unterschiedlichem Zuschnitt nach Kriegsende wiederhergestellt und dieser zweimal verändert. Die Landgemeinde wurde 1954 in Gromadas zerschlagen. Der Powiat Gostyniński, zu dem die Gemeinde bis 1954 gehörte, wurde 1975 aufgelöst.
Die Landgemeinde Łąck wurde zum 1. Januar 1973 aus verschiedenen Gromadas wiederhergestellt. Von 1975 bis 1998 gehörte das Gemeindegebiet zur Woiwodschaft Płock. Dieses kam 1999 an die Woiwodschaft Masowien und den Powiat Płocki.

## Gliederung
Zur Landgemeinde (gmina wiejska) Łąck gehören folgende 19 Dörfer mit 16 Schulzenämtern (sołectwa):
Antoninów-Korzeń Rządowy
Grabina
Kościuszków-Władysławów
Koszelówka
Łąck
Ludwików
Matyldów
Nowe Rumunki
Podlasie mit Korzeń Królewski
Sendeń Duży
Sendeń Mały
Wincentów
Wola Łącka
Zaździerz
Zdwórz
Zofiówka
Ein kleiner Weiler in der Gemeinde ist die Waldsiedlung (osada leśna) Łąck.

## Verkehr
Die Landesstraße DK60 führt von Płock über Łąck nach Gostynin und Kutno. In Łąck zweigt die Woiwodschaftsstraße DW577 nach Sanniki ab.
Die Bahnstation Łąck liegt an der Bahnstrecke Kutno–Sierpc. Der nächste Fernbahnhof ist Płock.
Der nächste internationale Flughafen ist Warschau.